# Autumn Moon Entertainment
Autumn Moon Entertainment — американская частная компания, специализирующаяся на разработке компьютерных игр. Располагается в городе Петалума (Калифорния, США).

## История компании
Компания Autumn Moon Entertainment (англ. autumn moon — осенняя луна) была основана Биллом Тиллером в 2002 году. Примечательно, что бо́льшую часть штата компании составили бывшие сотрудники компании LucasArts Entertainment, в которой сам Тиллер работал в качестве ведущего художника над квестом The Curse of Monkey Island (с англ. — «Проклятие острова Обезьян») 1997 года и другими проектами.
Первоначально офис располагался в небольшом городе Энсинитас, который расположен на крайнем юго-западе штата Калифорния, однако позднее был осуществлён переезд в другой город штата — Петалума.
Первой игрой компании стал рисованный двумерный квест A Vampyre Story (русское название — «A Vampyre Story: Кровавый роман»), попавший на прилавки в 2008 году. Сюжет игры рассказывает о приключениях парижской оперной певицы Моны де Лафитт, похищенной и превращённой в вампира злым бароном Шрауди фон Кифером. Игра была положительно встречена критиками. Международным издателем выступила компания The Adventure Company; издателем и локализатором в России — фирма Акелла.
В 2009 году была выпущена приключенческая игра Ghost Pirates of Vooju Island.
Компания планировала выпуск продолжения A Vampyre Story — «A Vampyre Story 2: A Bat's Tale», однако из-за финансовых разногласий с компанией Crimson Cow Games, выступившей издателем игры, разработка не была завершена.

## Разработанные игры
- 2008 — A Vampyre Story[1][2]
- 2009 — Ghost Pirates of Vooju Island[англ.][3]